# Pierre Schneider (historien)
Pour les articles homonymes, voir Pierre Schneider et Schneider.
Pierre Schneider est un historien d'art et écrivain français né à Anvers (Belgique) le 24 décembre 1925 et mort le 16 mars 2013 à Paris 13e.

## Biographie
Né d'un père polonais et d'une mère allemande, Pierre Schneider part en 1942 aux États-Unis où il termine ses études à Berkeley puis à l'université d'Harvard où, membre de la Society of Fellows (1947-1950), il obtient son doctorat de littérature comparée.
Il revient en France en 1950, où il débute plusieurs collaboration avec des revues telles que Le Mercure de France, Les Temps Modernes, Critique et L'Express, pour qui il écrira de sa fondation en 1953 jusqu'en 1993. Un choix de ses chroniques pour L'Express a été publié dans Le Droit à la beauté en 2017.
Il était également docteur en histoire de l'art à l'université de Paris (1984).
Pierre Schneider développa des amitiés avec plusieurs peintres, notamment Sam Francis et Jean-Paul Riopelle. Il fut proche de Claude Duthuit, gendre d'Henri Matisse, et publie, après quatorze années de travaux de recherches, une monographie sur le peintre en 1984, ouvrage de référence plusieurs fois réédité, et qui fait toujours autorité.
Outre ses très nombreux articles, préfaces de catalogues et conférences, il a collaboré à de très nombreuses expositions et en a organisé plusieurs à partir de l’exposition du centenaire de la naissance de Matisse (Paris, Grand Palais, 1970) ainsi que celles pour le centre culturel d’art contemporain de Mexico et la Fondation Mona Bismarck de Paris. Il a été chargé de deux émissions pour la télévision : La revue de l’art et Champ visuel (1967-1972).
Il meurt le 24 mars 2013.

## Publications
- 1953 : Voix vive
- 1956 : Jules Renard par lui-même, Paris, Le Seuil
- 1964 : Le Voir et le savoir, essai sur Nicolas Poussin
- 1972 : Manet et son temps, Paris, Time Life
- 1972 : Les Dialogues du Louvre, Paris, Denoël (édition augmentée, Paris, Adam Biro, 1991)
- 1974 : Traversées, essai sur le lieu commun, Paris, Denoël
- 1984 : Matisse, Paris, Flammarion (réimprimé en 1992, mis à jour en 2002 et ressorti en 2020 à l’occasion de l’exposition au Centre Pompidou[5]). Éditions anglaise (Londres, Thames & Hudson Ltd.) et allemande[8]
- 1986 : Plaisir extrême
- 1994 : Le Commencement et la suite, le dualisme illustré, Paris, Flammarion
- 2002 : Petite histoire de l'infini en peinture, Paris, Hazan
- 2007 : Brâncuși et la photographie, Paris, Hazan[9]
- 2009 : Un désaccord parfait : Hardouin-Mansart aux Invalides, Arles, Actes Sud[10]
- 2021 : Vivre, Préface Adam Biro, Harpo &

## Prix
- 1984 : Prix Élie-Faure pour Matisse[5]
- 1996 : Prix Georges Pompidou de l'histoire de l'art pour Matisse[5],[11]
- 2002 : Prix de l'essai de l'Académie française pour Petite histoire de l'infini en peinture